# Terry Farrell
Terry Farrell (Cedar Rapids, Iowa, 19 november 1963) is een Amerikaans actrice en voormalig fotomodel.

## Biografie
Farrell kreeg op 16-jarige leeftijd een contract aangeboden om te werken als fotomodel. Later ging ze toneelschool volgen. Haar eerste grote rol kreeg ze in 1984 in de soapserie Paper Dolls, die na 14 afleveringen werd afgevoerd. Daarna speelde ze gastrollen in diverse televisieseries.
De grote doorbraak kwam er in 1993, toen ze de rol van Jadzia Dax aangeboden kreeg in de sciencefictionserie Star Trek: Deep Space Nine. Ze zou deze rol zes jaar blijven spelen tot het einde van het voorlaatste seizoen van de serie. Ze verliet de serie vrijwillig om de rol van Reggie Kostas op zich te nemen in de sitcom Becker, aan de zijde van Ted Danson. Na 4 seizoenen werd haar personage vervangen door een andere en verdween ze uit de serie. Daarna speelde ze nog enkele kleinere rollen.
Farrell verklaarde tijdens een optreden op een Star Trek conventie in 2007 dat ze voorlopig een pauze nam in haar carrière om meer tijd met haar man en zoon te kunnen doorbrengen. In 2017 figureerde zij als Jada in de tv-serie Renegades.

## Trivia
De planetoïde 26734 Terryfarrell werd door de ontdekker, William Kwong Yu Yeung, naar haar genoemd.